# Kampioenschap van Zürich 1986
Het Kampioenschap van Zürich 1986 was de 73ste editie van deze wielerkoers (ook wel bekend als Züri-Metzgete) en werd verreden op 4 mei, in en rond Zürich, Zwitserland. De koers was 273,5 kilometer lang. Aan de start stonden 178 renners, van wie 96 de finish bereikten.

## Uitslag
| Kampioenschap van Zürich 1986 |                            |                       |            |
| Plaats                        | Naam                       | Ploeg                 | Tijd       |
| Winnaar                       | Acácio da Silva            | Malvor-Bottecchia     | 6u 49' 23" |
| 2                             | Steve Bauer                | La Vie Claire         | z.t.       |
| 3                             | Adrie van der Poel         | Kwantum Hallen-Yoko   | z.t.       |
| 4                             | Greg LeMond                | La Vie Claire         | z.t.       |
| 5                             | Jean-Philippe Vandenbrande | Hitachi-Marc-Splendor | z.t.       |
| 6                             | Jesper Worre               | Santini-Cierre        | z.t.       |
| 7                             | Dag-Erik Pedersen          | Ceramiche Ariostea    | z.t.       |
| 8                             | Jörg Bruggmann             |                       | z.t.       |
| 9                             | Johan van der Velde        | Panasonic             | z.t.       |
| 10                            | Teun van Vliet             | Panasonic             | z.t.       |